# Bestuurlijke ophouding
Bestuurlijke ophouding is in Nederland het op gezag van de burgemeester of gezaghebber laten vasthouden of insluiten van groepen personen om verstoring van de openbare orde te voorkomen of te beëindigen. Ophouding mag slechts plaatsvinden in zeer bepaalde omstandigheden, die zijn omschreven in de Gemeentewet en de Wet openbare lichamen Bonaire, Sint Eustatius en Saba.

## Achtergrond
Het middel van de bestuurlijke ophouding is ingevoerd naar aanleiding van onder andere de Eurotop in Amsterdam in 1997. Daar zijn toen grote groepen mensen "preventief" opgepakt om ordeverstoring te voorkomen. De burgemeester liet dit doen op grond van artikel 140 van het wetboek van Strafrecht, "deelname aan een criminele organisatie". De rechter oordeelde later dat dit onrechtmatig was. Om in de toekomst wél effectief grote groepen mensen tijdelijk te kunnen vasthouden in geval van ernstige ordeverstoring of een dreiging daarvan, is de Gemeentewet gewijzigd om bestuurlijke ophouding mogelijk te maken. Dit was onderdeel van een pakket maatregelen om het EK voetbal 2000 in goede banen te leiden.

## Toepassing en voorwaarden
De gemeenteraad of eilandsraad kan de burgemeester of gezaghebber de bevoegdheid geven om bestuurlijke ophouding toe te passen op groepen personen. In bepaalde gevallen kan de burgemeester of gezaghebber die bevoegdheid ook uitoefenen zonder voorafgaand besluit van de gemeenteraad of eilandsraad. Bij toepassing van bestuurlijke ophouding moet aan een aantal voorwaarden zijn voldaan, die ruwweg als volgt zijn samen te vatten:
- er is sprake van het groepsgewijs niet naleven van een verordening van de gemeenteraad of eilandsraad of een bevel van de burgemeester of gezaghebber;
- de verordening of het bevel heeft tot doel de openbare orde te handhaven of gevaar te beperken in geval van (vrees voor) ernstige ongeregeldheden of rampen;
- de bestuurlijke ophouding is de enige redelijke mogelijkheid om de naleving van de verordening of het bevel af te dwingen;

Wanneer de burgemeester of gezaghebber wil overgaan tot bestuurlijke ophouding, moet dit duidelijk kenbaar worden gemaakt aan de betreffende groepen, en moeten zij de mogelijkheid krijgen de ophouding te voorkomen door alsnog de verordening na te leven. De ophouding mag niet langer duren dan noodzakelijk is, met een maximum van twaalf uur.

## Controversieel
Het middel van de bestuurlijke ophouding is vanaf de invoering omstreden geweest. Volgens vele juristen en advocaten was het middel in strijd met internationale verdragen over mensenrechten.

## Almelo
Mede door de uitgebreide voorwaarden die aan dit middel verbonden zijn, is het slechts zelden toegepast. De eerste keer was in Almelo, waar op 13 augustus 2005 PSV-supporters ruimschoots vóór de wedstrijd op een terras werden opgepakt, zijn opgehouden en vlak voor de wedstrijd bij het stadion zijn afgezet. In dat geval was er aan vele voorwaarden niet voldaan. De rechtbank in Almelo heeft het optreden "onrechtmatig" genoemd en "een duidelijke schending van de grondrechten" van de opgehouden personen, en veroordeelde de burgemeester tot het betalen van een schadevergoeding. De Afdeling bestuursrechtspraak van de Raad van State heeft de uitspraak in hoger beroep bevestigd.